# Distribució de la renda

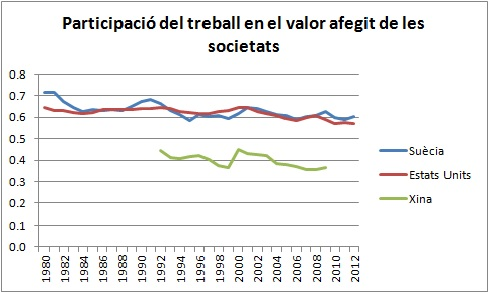
Remuneració dels assalariats dividit pel valor afegit de les societats

En economia, la distribució de la renda fa referència a com es distribueix el PIB entre la població.
La renda i la seva distribució han estat sempre temes centrals de la teoria econòmica. Els economistes clàssics com Adam Smith, Thomas Malthus i David Ricardo se centraren principalment a analitzar la distribució de la renda entre els factors de producció, és a dir entre la terra, el treball i el capital. La proporció de la renda que reben els treballadors té una tendència descendent des dels anys 80. El gràfic en mostra l'evolució per Suècia, Estats Units i Xina. Actualment és del 62% en els països de l'OCDE.
Posteriorment, els economistes també han estudiat la desigualtat en la distribució de la renda entre les llars. Un aspecte considerat en aquest camp ha sigut la relació entre la desigualtat i el creixement econòmic. Segons la corba de Kuznets la desigualtat tendeix a augmentar mentre els països incrementen el seu nivell de desenvolupament i tendeix a disminuir quan s'assoleix cert nivell de renda mitjà. La desigualtat en la distribució de la renda se sol mesurar mitjançant els quantils o el coeficient de Gini i se sol representar amb la corba de Lorenz. Per exemple, per mesurar la desigualtat en la distribució de la renda a la UE-27 es pot comparar el nivell de renda de la població que pertany al cinqué quintil amb la del primer. Segons les dades de l'Eurostat, el 2011 la renda del cinqué quintil era 5 vegades més elevada que la del primer, és a dir, la renda del 20% de la població amb la renda disponible més elevada era 5 vegades més elevada que la renda del 20% de la població amb la renda disponible més baixa. El país amb el major nivell de desigualtat segons aquest indicador fou Espanya, on la diferència arribava a 6,8.
Els acadèmics no tenen una posició unificada sobre si la desigualtat de la renda entre països ha augmentat (Milanovic 2011), s'ha mantingut estable (Bourguignon and Morrison 2002), o ha disminuït (Sala-i-Martin, 2002) des de 1980. Aquesta divergència és deguda al fet que la desigualtat es pot mesurar tenint en compte que hi ha països més grans que altres o considerant-los tots per igual. En aquest sentit, l'increment de la renda a la Xina i l'Índia implica que la desigualtat a nivell mundial ha disminuït quan es té en compte la mida d'aquests països.